# Fathimath Nabaaha Abdul Razzaq

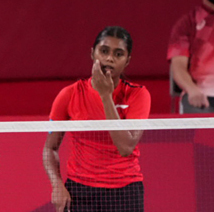
Razzaq (2021)

Fathimath Nabaaha Abdul Razzaq (* 13. Juni 1999 in Malé) ist eine maledivische Badmintonspielerin.

## Karriere
Fathimath Nabaaha Abdul Razzaq startete 2018 bei den Badminton-Asienmeisterschaften, scheiterte dort jedoch in der Vorrunde. Bei den Mauritius International 2018 belegte sie Rang zwei im Damendoppel, nachdem sie im Vorjahr dort bereits Dritte geworden war. Bei den Nepal International 2018 und den Uganda International 2018 wurde sie ebenfalls Dritte, gleichfalls bei den Mauritius International 2019 und den Uganda International 2020. 2021 qualifizierte sie sich für die Olympischen Sommerspiele des gleichen Jahres, schied dort jedoch in der Vorrunde aus. 2024 gewann sie die Botswana International.